# Nikolaj Andrianovič Zelenov
Nikolaj Andrianovič Zelenov (rusko Николай Андрианович Зеленов), sovjetski vojaški pilot in letalski as, * 1917, † 25. junij 1944, Viborg.
Zelenov je v svoji vojaški karieri dosegel 24 samostojnih in 10 skupnih zračnih zmag.

## Življenjepis
Leta 1938 je končal šolanjena Luganski vojnoletalski šoli.
Sodeloval je v zimski vojni in drugi svetovni vojni. V slednji je bil sprva pripadnik 154. lovskega letalskega polka, nato pa je bil novembra 1942 premeščen k 29. gardnemu lovskemu letalskemu polku.
Opravil je več kot 500 bojnih poletov z I-16, P-40E Kittyhawk, Jak-7B in Jak-9.

## Odlikovanja
- heroj Sovjetske zveze
- red Lenina
- red rdeče zastave (2x)
- red domovinske vojne 1. stopnje (2x)